# Provinz Cuanza Sul
Cuanza Sul (auch „Kwanza Sul“ geschrieben) ist eine Provinz des afrikanischen Staates Angola. Sie hat etwa 1.881.873 Einwohner auf einer Fläche von 55.660 km².
Cuanza Sul liegt südöstlich von Luanda und erstreckt sich von der Atlantikküste im Westen bis zum Fluss Cuanza im Norden und Osten.
Die Bevölkerung wird generell der Ethnie der Ovimbundu zugerechnet.

## Geschichte
Die Provinz Cuanza Sul (deutsch: Kwanza Süd) entstand durch die Teilung des ehemaligen Distrikts Cuanza am 15. September 1917. Er wurde nach dem Fluss Cuanza benannt, der ihn durchquert.

## Verwaltung
Die Hauptstadt der Provinz ist Sumbe, zur Kolonialzeit Novo Redondo genannt.
Die Provinz Cuanza Sul setzt sich aus zwölf Kreisen (Municipios) zusammen:
- Amboim
- Cassongue
- Cela
- Conda
- Ebo
- Libolo
- Mussende
- Porto Amboim
- Quibala
- Quilenda
- Seles
- Sumbe

## Wirtschaft
Der Hauptwirtschaftszweig ist die Landwirtschaft, die durch die Höhenlage, das tropische Trockenklima und die Hydrographie begünstigt wird. Es besteht in diesem Bereich ein großes Potenzial, denn die Hälfte der Fläche der Provinz (2.857.501 Hektar) ist landwirtschaftlich nutzbar, jedoch werden bisher nur 19 % davon für diesen Zweck genutzt (zu 87,5 % von Kleinbauern und zu 12,5 % von Großbetrieben). Die Haupterzeugnisse sind Getreide, Mais, Maniok, Kaffee, Baumwolle, Erdnüsse, Kartoffeln, Soja, Tabak, Avocado, Ananas, weitere Obst- und Gemüsesorten. Es gibt außerdem Vorkommen mineralischer Rohstoffe wie Quarz, Kupfererz, Kalkstein, Gold und Diamanten.